# Dokter Smurf
Dokter Smurf is het negentiende stripalbum uit de reeks De Smurfen. Het album werd voor het eerst uitgegeven in 1996 door Le Lombard. Sinds 2008 wordt het album met een licht gewijzigde cover en herziene belettering uitgegeven bij Standaard Uitgeverij.

## Het verhaal
Een Smurf denkt kwaaltjes te zien bij de Smurfen en denkt die ook te kunnen genezen. Hij opent een dokterspraktijk met Smurfin als verpleegster. Dokter Smurf schrijft allerlei geneesmiddelen en therapieën voor, maar Grote Smurf is daar niet mee opgezet. Grote Smurf valt echter om van de slaap en Dokter Smurf is er als de kippen bij om hem te helpen. Hij geeft hem een drankje.
Steeds meer Smurfen lijken iets te hebben en Dokter Smurf besluit een ziekenhuis te openen. Enkele Smurfen beginnen te twijfelen aan al die drankjes en snuisteren in de boeken van Grote Smurf. Ze ontdekken er de acupunctuur en psychoanalyse. Vervolgens richten ze hun eigen praktijk op. De drie bekampen elkaar, maar Grote Smurf maakt daar een eind aan als Smurfin ook vermoeid neervalt. Hij laat Ludovic, een vriend van Omnibus, optrommelen om zichzelf en Smurfin te genezen. Die heeft net bezoek van Gargamel die zijn naam zuiver kan houden tegenover Ludovic. Samen gaan ze naar de Smurfen en helpen ze alle zieke Smurfen. Ludovic geeft de drie kwakzalvers ook een stevige veeg uit de pan. Gargamel helpt vriendelijk mee en probeert daarna de weg naar het dorp terug te vinden. Zoals gewoonlijk komt hij weer uit bij zijn eigen stulpje.
Dokter Smurf laat de geneeskunde voortaan weer over aan de enige die daar wat van kent in het dorp: Grote Smurf.

## Tekenfilm
Er is ook een tekenfilm Bericht voor Dokter Smurf. In de tekenfilm probeert Probeersmurf om arts te worden met behulp van een studieboek van Grote Smurf. De volgende dag ontdekt hij allerlei ziektes in het dorp. Lolsmurf buit dat uit.